# بوجا

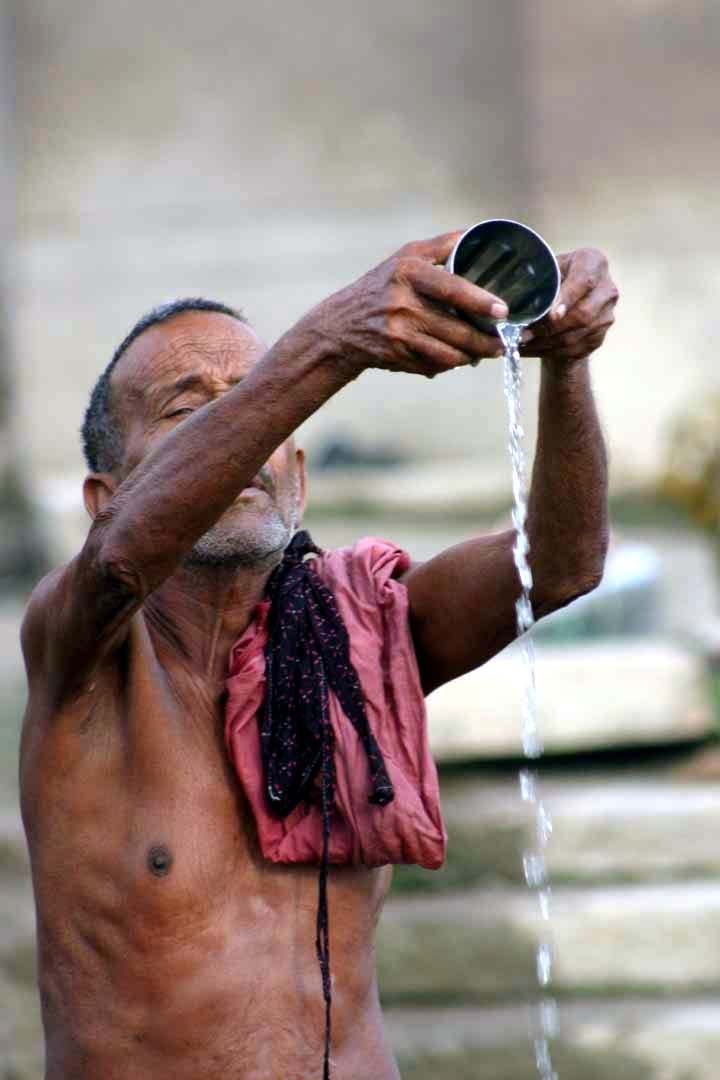

بوجا (حسب الأبجدية العالمية للنقحرة السنسكريتية: pūjā، بالديوناكري: पूजा، وحسب الجمعية الصوتية الدولية: [pu:d͡ʒɑ:]) هي شعيرة صلاة يؤديها الهندوس عند الصلاح ليتعبّدوا إلهًا أو أكثر من آلهتهم، أو ليضيّفوا أو يكرموا ضيفًا، أو ليحتفلوا بحدث ما. يمكن أن تقام هذه الصلاة من أجل الاحتفال بحضور ضيفٍ عزيز، أو للاحتفال بذكرى ميت. تعود كلمة بوجا إلى السنسكريتية، وتعني التبجيل والتكريم والإجلال والعشق والعبادة. البوجا هي تقريب المحبّ للماء أو الزهور أو النور أو الطعام للإله، وهي شعيرة مهمة في الهندوسية. فبالنسبة إلى المصلّي، يكون الإله حاضرًا في تمثال، وهو يراه. يسمّى التواصل بين الإنسان والألوهة، أو بين الإنسان والغورو، دراشان، أي الرؤية.
يقيم شعيرة البوجا أيضًا البوذيون والجاينيون. في التقليد الهندوسي، تُقام البوجا في مناسبات عديدة، وبتكرارات معينة وأساليب متنوعة. يمكن أن تضم هذه المناسبات: البوجا اليومية في البيت، أو الاحتفالات الدينية في المعابد، أو المهرجانات السنوية. في أحوال أخرى، تُقام البوجا لتعلّم أهم الأحداث في العمر، مثل ولادة مولود أو إقامة زفاف أو بدء مغامرة. تُقام البوجا في مكانين رئيسين: البيت والمعابد، في مراحل معينة من الحياة وأحداث مخصوصة، أو في المهرجانات مثل دورجا بوجا ولاكشمي بوجا. ليست البوجا مفروضةً أو إلزامية في الهندوسية. يمكن أن تكون عادةً يومية عند بعض الهندوس، ومقامة بين فترة وأخرى عند بعض آخر، ونادرة في حياة بعضٍ ثالث. في بعض المعابد، تقام بوجات متعددة كل يوم في أوقات متعددة، وفي معابد أخرى لا تقام إلى في المناسبات.
تختلف البوجا باختلاف الفرقة والمنطقة والمناسبة والإله المقدَّس والخطوات المتبعة. في مهرجانات نيغاما الرسمية، توقد نار لتكريم الإله أغني، من غير وجود صنم أو صورة. أما في مهرجانات الأغاما، فيحضر تمثال أو صنم للإله المقدس. في المهرجانين، يُشعل مصباح أو عود بخور أثناء إنشاد الصلاة أو غناء الترتيلة. يقيم البوجا عادةً المصلّي وحده، ولكن يرافقه أحيانًا كاهن عارف في شعيرة معقدة وتراتيل. في المعابد والمناسبات التي يأتيها الكهنة، تقدم قرابين الطعام والفواكه والحلويات للاحتفال أو الإله، ويتشاركها بعد الصلوات كل الحضور.
يمارس الهندوس في الصين بوجا الأغاما وبوجا النيغاما. أما في إندونيسية البالية، فبوجا الأغاما أشيَع في المنازل والمعابد. تسمى البوجا أحيانا في إندونيسيا: سمباهيانغ.

## التأثيل
ليست أصول البوجا واضحة. يقول يوهنس أدريانس بيرناردس فان بويتينين إن البوجا نشأت من شعائر اليجنا، فيربطها بشعيرة البرافارغيا الفيدية. تستعمل الريغفيدا في الترتيلة 8,17 كلمة ساكيبوجانايا (शाचिपूजनायं)  في الآية الثانية عشر، وهي هنا لقب للإله إندرا في سياق نداء فردي (تمجيد). يشرح العالم القديم ومفسر النص الفيدي سايانا الكلمة بأنها شكل من أشكال «التمجيد أو العبادة أو الدعاء». تستعمل سوترات الغرهيا كلمة بوج في سياق الشعائر، وكذلك العالم السنسكريتي بانيني. ولكن، لا نص من هذه النصوص يتضمن أن البوجا صلاة تعبدية.
وحسب رأي ناتاليا ليدوفا، فيبعد أن تكون البوجا من أصل هندي آري وأصل فيدي، لأنها لا جذر سنسكريتيًّا لها، وليس لها موازيات من نفس الأصل في اللغات الهندية الأوروبية. ويرجح أنها من أصل درفيدي، ولكن أدلة هذه الفرضية البديلة قليل ربما لأن الصلاة التعبدية ليست قديمةً قِدَم الهندوسية. يقول كولنز إن جذورها قد تكون «بو» (زهر) و«جي» (صنع)، لأن فيها صنع قرابين من الزهر للإله. ولكن هذه الأطروحة مشكلة لأن الجذر «بو» من أصل هندي أوروبي، أما الجذر «جي» فمن أصل درفيدي. يقترح تشاربنتر أن يكون أصل كلمة بوجا في اللغات الدرفيدية. واقتُرح لها جذران تاميليان: بوساي «المسح بشيء ما» أو «(بو- أي زهر) و(سي، أي صنع)»، فتكون «بوسي» الصنع بالزهور.

## الأصول
كان أول ذكر للبوجا -حسب قول الباحثين- في سوترات الغريهيا، وهي سوترات تضع ضوابط الشعائر المنزلية. استعملت هذه السوترات التي يُرجَع تاريخها إلى نحو عام 500 قبل الميلاد، المصطلح بوجا للدلالة على إكرام الكهنة حين يُدعَون إلى المنزل ليقيموا شعائر من أجل الأسلاف الراحلين. في الأزمنة الفيدية، كان مفهوم البوجا العام كما هو، لم يتغير، ولكنه توسع ليشمل الترحيب بإله إلى جانب إكرام الضيف. أما المتون البورانية الأدبية التي تعود إلى القرن السادس بعد الميلاد، ففيها شرح تفصيلي لكيفية أداء صلاة البوجا الإلهية (ديفا بوجا). تدمج البوجا الإلهية الشعائر الفيدية مع التعبد لإله في صيغتها الطقسية. وكأشياء كثيرة في الهندوسية، استمرت البوجا الفيدية والبوجا التعبدية حتى اليوم، والخيار فيهما متروك للهندوسي نفسه.
تاريخيًّا، تشكلت البوجا في الهندوسية حول فكرة ضيافة إله أو إنسان مهم، كضيف كريم أو عزيز، بأفضل الطرق الممكنة حسب قدرات كل إنسان، وهو يُجزى بالسعادة والبركة مقابل هذا. يقترح بول ثييم من الفصول التي في الرامايانا أن كلمة البوجا تعني حُسن استقبال الضيوف وأن الأشياء التي تهدى للضيوف يمكن أن تهدى للآلهة في بيوتها. كانت الشعائر محل السؤال هي «القرابين العظيمة الخمسة» أو بانكاماهاياحنا، التي في نصوص سوتر الغرهيا. لذا تطورت البوجا من التقاليد الفيدية المنزلية ونُقلت إلى المعابد بسبب المشابهة، فكما أن إكرام الضيوف المهمين بالهدايا التي تسعدهم مهم، فكذلك إكرام الآلهة في بيوتها (المعابد) وتقديم القرابين التي تسعدها مهم. تظهر عقود الألواح النحاسية التي توثق منح بعض الناس أراضيهم للمعابد أن هذه الصلاة شُجّعت منذ أواسط القرن الرابع بعد الميلاد.

## الدلالة
في أقدم النصوص التي تشرح البوجا الفيدية، كان معنى البوجا استقبال كاهن في البيت حتى يؤجي أدعيته إلى الآلهة. هذا مثال عن صلاة توسّل قيلت في بوجا فيدية، حسب ويد ويلوك:
يا إندرا-أغني، أيها اللذَيْن ذبحا فرترا بصاعقتهما الجميلة، امنحانا هدايا جديدة.
يا إندرا، أعطنا كنوزًا بيدك اليمنى.
يا أغني، أعطنا بهجات البيت الخيّر.
أعطيانا القوة والثراء في الماشية وملك الأحصنة الجيدة.

## أسفسو
في البوجات الفيدية، انتقلت دلالة الإله من التوسل والأهداف الخارجية إلى عيش الوحدة مع الآلهة وجواهرهم الروحية. وأصبحت شكلًا من أشكال اليوغا التي تهدف إلى الوعي بالإله من خلال إجلاله وتقديسه. ومهما يكن من أمر، فحتى في هذه الدلالة الروحية النظرية، استمرت البوجا عند كثير من الناس أداةً لاستجلاب الرغبات والشهوات، مثل صحة الأبناء وسرعة التعافي والنجاح في المغامرة المشهودة أو غيرها. في بنية البوجا وإقامتها، تركز المانترات والشعائر على الروحانية، ولا تذكر الرغبات والشهوات إلا في نهاية البوجا.
يربط زيمر البوجا بالينترات، فكلاهما شعيرة تساعد العابد على التركيز على المفاهيم الروحية. ويقول زيمر إن البوجا في الهندوسية هي طريق وعملية لتغيير الوعي، يُجمع فيها العابد والدلالة الروحية للإله معًا. تعدّ الإقامة الشعائرية للبوجا في أجزاء كثيرة من الهند، على أنها محررة ومطهرة وشكل من يوغا الروح والمشاعر.
تشمل البوجا في الهندوسية أحيانًا أصنامًا وتماثيل. بل أشخاصًا وأماكن وأنهارًا وجوامد وأيّ شيء يراه بعض الهندوس تجليًّا للحقيقة الإلهية. لا يقتصر الوصول إلى الإله على التأمل الروحي في مدرسة اليوغا الهندوسية أو التماثيل في مدرسة بكتي. يعتقد البعض أن الألوهة في كل مكان، لا حدّ لها، وأن البوجا لهذه التجليات تدل على نفس المعنى الروحي الذي تدل عليه الصلاة للناس والأماكن والأنهار والجوامد أو أي شيء آخر.